# Šund
Šund (njem. Schund) je kič u području književnosti.
Kao uobičajeni primjeri šunda, spominju se tzv. „ljubići“ i „krimići“, jeftini romani koji se uobičajeno prodaju na kioscima, i koje se čita radi razbibrige.
Šundom se nazivaju i djela nastala kao rezultat propagande, poput knjiga, filmova, letaka koji nemaju znanstveno uporište niti umjetničku vrijednost već teže prenošenju što snažnije poruke, ako je potrebno i lažima.